# Avida
Avida ist eine Artificial-Life-Software-Plattform mit dem Ziel, die Evolutionsbiologie anhand sich vermehrender und entwickelnder Computerprogramme (digitale Organismen) zu studieren.
Avida wurde von Charles Ofrias Digital Evolution Lab an der Michigan State University entwickelt. Es wurde ursprünglich 1993, inspiriert durch das Tierra-AL-System, von Charles Ofria, Chris Adami und C. Titus Brown am Caltech entworfen.

## Design-Prinzipien
Tierra simuliert ein evolutionsfähiges System durch Einführung von Computerprogrammen, die im gegenseitigen Wettbewerb um Betriebsmittel, im Speziellen Rechenzeit und Zugriff auf den Arbeitsspeicher, stehen.
In dieser Hinsicht bestehen Ähnlichkeiten zu Core War, allerdings mit dem Unterschied, dass Programme der Tierra-Simulation sich selbst modifizieren können und sich auf diese Weise entwickeln. Tierras Programme sind hier also AL-Organismen.
In Avida lebt jeder digitale Organismus in seinem eigenen, gekapselten Speicherbereich und wird durch seine eigene CPU ausgeführt. Üblicherweise können andere digitale Organismen diesen Speicherbereich nicht lesen oder modifizieren, sondern nur Code ihres eigenen Speicherbereichs ausführen. In Tierra teilen sich die Organismen also sozusagen ein Gehirn während in Avida jedes Individuum sein eigenes hat.
Ein zweiter wesentlicher Unterschied ist, dass die virtuellen CPUs verschiedener Organismen mit verschiedenen Geschwindigkeiten laufen können, sodass Organismen zweier Spezies in einem bestimmten Zeitraum nicht die gleiche Anzahl an CPU-Instruktionen durchführen.
Die Geschwindigkeit wird durch diverse Faktoren bestimmt, hauptsächlich durch die Anzahl der Tasks, die ein Organismus ausführt: Tasks sind logische Berechnungen, durch deren Komplettierung er zusätzliche CPU-Geschwindigkeit als Bonus bekommen kann.

## Anwendung in der Forschung
Adami und Ofria haben Avida in Zusammenarbeit mit anderen benutzt, um Forschung im Bereich digitaler Evolution durchzuführen. Sie konnten zeigen wie die Evolution einer mathematischen Gleichheits-Operation aus mindestens 19 einfacheren Operationen konstruiert wird.